# Festival MiMa
Le Festival des arts de la marionnette de Mirepoix, dénommé Mima depuis 2009, est un festival annuel de théâtre de marionnettes se déroulant dans le département français de l'Ariège, principalement à Mirepoix.
Organisé pour la première fois en 1989, et à l'origine développé par la mairie de Mirepoix avant que l'association Fil en Trope ne lui succède en 1995, il est fréquenté par 10 000 personnes chaque année. Pour l'édition 2019, la fréquentation s'élève à environ 35 000 festivaliers sur les cinq jours de manifestation.